# Streithof (Glasow)
Streithof ist ein Ortsteil der Gemeinde Glasow im Landkreis Vorpommern-Greifswald in Mecklenburg-Vorpommern.

## Geographie
Der Ort liegt einen Kilometer südlich von Glasow. Die Nachbarorte sind Glasow im Norden, Sonnenberg im Nordosten, Lebehn und Kyritz im Osten, Hohenholz im Südosten, Krackow im Süden, Bagemühl im Südwesten, Wassermühle im Westen sowie Woddow im Nordwesten.